# Kamienica przy Rynku 46 we Wrocławiu
Kamienica przy Rynku 46 – kamienica na wrocławskim rynku, na jego północnej pierzei, zwanej Targiem Łakoci.

## Historia i architektura kamienicy
Kamienica swoim rodowodem sięga okresu średniowiecznego, z okresu którego zachowały się piwnice ze sklepieniem kolebkowym oraz partie murów granicznych powstających na przełomie lat 1300–1475. Budynek został wzniesiony wraz z przylegającymi do niego kamienicami nr 45 i 47, pomiędzy drugą połową XIV wieku a drugą tercją XV wieku. Pierwotnie był to budynek o wymiarach 8 x 18 metrów, dwutraktowy. Przynajmniej do 1564 roku posesja była podzielona na dwie części: zachodnia miała szerokość 7,5 łokcia, a wschodnia 8 łokci, a w kolejnych latach na jej tyłach wydzielono trzecią. Wzniesienie kamienicy na posesji zachodniej datowane jest na rok 1372; w latach 1449–1451 była ona połączona z zatylną posesją przy ulicy Igielnej 21. 
Pod koniec XV wieku i na początku XVI przebudowano tylny trakt piwnic, dzieląc go na dwa poziomy połączone z parterem bliźniaczymi biegami schodów, założonymi po wschodniej i zachodniej stronie traktu. Powstałe nowe pomieszczenia zostały przykryte stropami kolebkowymi.  
W 1562 roku budynek miał wysokość czterech kondygnacji i jednokondygnacyjny strych. Kamienica posiadała dwa niezależne wejścia oraz dwutraktowy podział parteru. Od 1748 roku właścicielem kamienicy był wrocławski kupiec J.G. Selenke, założyciela we Wrocławiu, w 1775 roku domu opieki dla nieszczęśliwych kupców. Za jego sprawą, około 1750 roku budynek przeszedł gruntowną przebudowę wnętrz i zmianę fasady w stylu późnobarokowym, a dekoracje stropów dwóch frontowych pokoi (cęgowe sploty oraz charakterystyczne motywy wazonów i lambrekinowych baldachimów zapowiadały styl rokokowy. Najważniejszą zmianą było przeniesienie klatki schodowej znajdującej się dotychczas na zewnętrznej stronie tylnej ściany kamienicy, do jej wnętrza. Nad czterema kondygnacjami umieszczono dwukondygnacyjne mieszkalne poddasze i jednokondygnacyjny strych. Budynek pokrywał dwuspadowy dach w układzie szczytowym. Czteroosiowa fasada uzyskała barokowy wygląd: na wysokości drugiej i trzeciej kondygnacji, po bokach umieszczono boniowane lizeny. Pomiędzy czwartą kondygnacją a szczytem znajdował się profilowany gzyms, a pod nim, w centralnej części, umieszczono kartusz z monogramem właściciela "J. G. S.". Opaski okienne znajdujące się na pierwszym i drugim piętrze zostały połączone z gzymsami nadookiennymi, a wolne płaszczyzny wypełniono chrząstkowo-roślinnymi ornamentami. Nad gzymsem, prostokątna część szczytowa ujęta została zdwojonymi pilastrami zakończonymi trójkątnym naczółkiem.
W Kamienicy na parterze znajdowała się Ring Cafe.

### Właściciele i postacie związane z kamienicą

#### Posesja wschodnia
Pierwszym znanym właścicielem posesji wschodniej numer 46 był posiadacz Herman Kezemeyer. Jako właściciel występował w dokumentach w latach 1349–1350. W marcu 1350 sprzedał dom Petirowi Stricholcz (Streichholz), choć sam nadal mieszkał w kamienicy. W rodzinie Stricholcz kamienica pozostawała do 1361, kiedy to nowym właścicielem został, na krótko, siodlarz Mikołajowi Thoruner (Toruńczykowi), a następnie, jeszcze w tym samym roku, Petrir Trinksus. Trinksus był przedsiębiorcą i zajmował się handlem nieruchomości; kupował i szybko sprzedawał domy, głównie w północnej części Wrocławia, m.in. przy ulicy Garbarskiej czy Świdnickiej. Kamienica 46 również została szybko sprzedana; w 1364 nabyli ją Petrus Yppir i Hartmannus Magir. Od 1365 kamienica była w dyspozycji rady miasta, a ta, do 1384, wynajmowała ją rajcom. W 1384 posesja na cztery lata trafiła do rąk Klemensa Hoppera i jego szwagra Piotra Genode. W latach 1393–1428 właścicielem kamienicy był rymarz Martin Hawenschilt. 
W 1428 sprzedał dom siodlarzowi Hansowi Jauer, a ten, po czterech latach, sprzedał ją złotnikowi Hansowi Beyer, obywatelowi Wrocławia od 1414. Po jego śmierci dom odziedziczyła jego żona Barbara (synowie zrzekli się spadku), która wyszła ponownie za mąż, za złotnika Vincenza Eynsedela. Był on obywatelem miasta od 1443, a w 1452 wybrano go na starszego cechu. W 1454 Eynsedel Sprzedał kamienicę, by kupić inne dwa domy m.in. przy ulicy św. Wojciecha. Nowym nabywcą został mistrz krawiectwa Martin Kreuzburg (Kreuzberg) i pozostawał nim aż do śmierci w 1460, kiedy to spadkobiercy sprzedali posesję złotnikowi Hansowi Bischdorf. Bischdorf mieszkał pod adresem Rynek 46 wraz ze swoją żoną Agnes, przez kolejne czterdzieści lat. Oboje zmarli około 1500 roku bezdzietnie, a kamienica została przekazana pod opiekę starszych złotników, którzy w 1501 sprzedali dom innemu złotnikowi i przysięgłemu cechu, Niklasowi Münzer.

#### Posesja zachodnia
Do 1360 roku zachodnia część kamienicy nr 46 była dodatkowo podzielona poprzecznie na mniejsze lokale mieszkalne. Jednym z właścicieli, nie do końca wiadomo jakiej części tej posesji, był (rymarz) Willusch Rimer, który w 1347 roku sprzedał prawa do posesji bratu Hanusowi Rimer. W 1354 właścicielem kamienicy ponownie był Willusch Rimer, a posesja pozostawała w rękach rodziny do około 1384 przechodząc do rąk spadkobierców lub innych członków rodziny. Na przestrzeni lat jej powierzchnia zmniejszała się przez odsprzedawanie jej zatylnej części właścicielom sąsiadujących działek. Od 1384 kamienica była własnością Heinricha Lutenrande (1384-1385) a następnie Heinricha von Erfurda (1385–1397). Kolejnym udokumentowanym właścicielem posesji był kuśnierz Stefan von der Olsen, który zamieszkiwał dom do 1409 a nowym właścicielem był spowinowacony z nim Junge Hanke oraz Hans Schramme. Ci dwaj na przemian zarządzali posesja by ostatecznie w 1419 roku właścicielem kamienicy został Junge Hanke, a Hans Schramme przeniósł się do zakupionej przez siebie rok wcześniej kamienicy Rynek 1. Junge Hanke zmarł w 1426 roku, pozostawiając majątek swojej zonie Annie i dzieciom, Kasprowi i Agnith.   
W 1426 roku spadkobiercy Hanke sprzedali kamienice rymarzowi Lorenzowi Monch, a ten w 1433 odsprzedał ją złotnikowi Hanuschke von Freiburg. Freiburg pochodził prawdopodobnie ze Świebodzic, prawa miejskie nabył w 1424, a w latach 1431 i 1434 był wybierany na starszego cechu. Zmarł w 1436 roku. Aż do 1469 roku kamienica przechodziła co kilka lat w ręce nowych właścicieli: w latach 1436–1448 był nim złotnik Niclas Danyel i jego spadkobiercy, Johannes Florean (1448–1454), Veczencz von Gandaw (1454–1455) – właściciela również posesji Rynek 48 i Lorenz Stock, wytwórca kusz i łuków oraz jego
spadkobiercy (1455-1469). W 1469 roku nowym nabywcą został złotnikowi Matthiasowi Stoncke, starszemu cechu w 1477. W jego majątku kamienica pozostawała do 1485, kiedy to została sprzedana złotnikowi Mathisowi Packisch. Kolejny ślad własności posesji pojawia się w 1492, kiedy to jej zarządcą jest miasto. 10 marca 1492 kamienica zostaje sprzedana Hedwig Peterowej Franckowej i pozostaje w rękach jej rodziny do 1500.

## Po II wojnie światowej
Działania wojenne w 1945 roku nie zniszczyły kamienicy. W latach 1956–1960 przeprowadzono gruntowny remont budynku, zachowując jego wygląd od strony frontowej. Zmieniono natomiast wewnętrzny układ pomieszczeń kamienicy; zlikwidowano klatkę schodową, a trzecią i czwartą kondygnację oraz pomieszczenia mieszkalne na strychu połączono z klatką schodową kamienicy nr 47 Szwedzka Sień. W pomieszczeniu frontowym umieszczono drewniany polichromowany strop z XVIII wieku pochodzący z tylnego traktu. Na początku lat 90. XX wieku przeprowadzono remont budynku, głównie elewacji w wyniku czego podzielono pomieszczenia parterowe na dwie osobne części wybijając jednocześnie w miejsce okna witrynowego osobne prawe wejście do kamienicy i powstałego lokalu.